# Hønefoss BK
Hønefoss Ballklubb – norweski klub piłkarski z siedzibą w Hønefoss. 

## Historia
Początki Hønefoss Ballklubb sięgają 4 lutego 1895, kiedy to został założony klub IF Liv. W 14 marca 1909 został założony klub Fossekallen IF. W 1940 Fossekallen IF połączyło się z Hønefoss AIL przyjmując jego nazwę. W 1987 Hønefoss AIL i IF Liv połączyły się ze sobą tworząc Liv/Fossekallen. Dziesięć lat później klub zmienił nazwę L/F Hønefoss, a w 2002 na obecną Hønefoss BK. Przez wiele klub występował w niższych klasach rozrywkowych. W 2006 klub awansował do Adeccoligaen. W 2009 klub zajął 2. miejsce i po raz pierwszy historii awansował do Tippeligaen. Pobyt w elicie trwał tylko sezon i po zajęciu 14. miejsce Hønefoss został zdegradowany. 

## Sukcesy
- 3 sezony w Tippeligaen: 2010, 2012, 2013.

## Sezony wTippeligaen
| Sezon | Uzyskane Miejsce |
| ----- | ---------------- |
| 2010  | 14 (spadek)      |

## Polscy piłkarze występujący w klubie

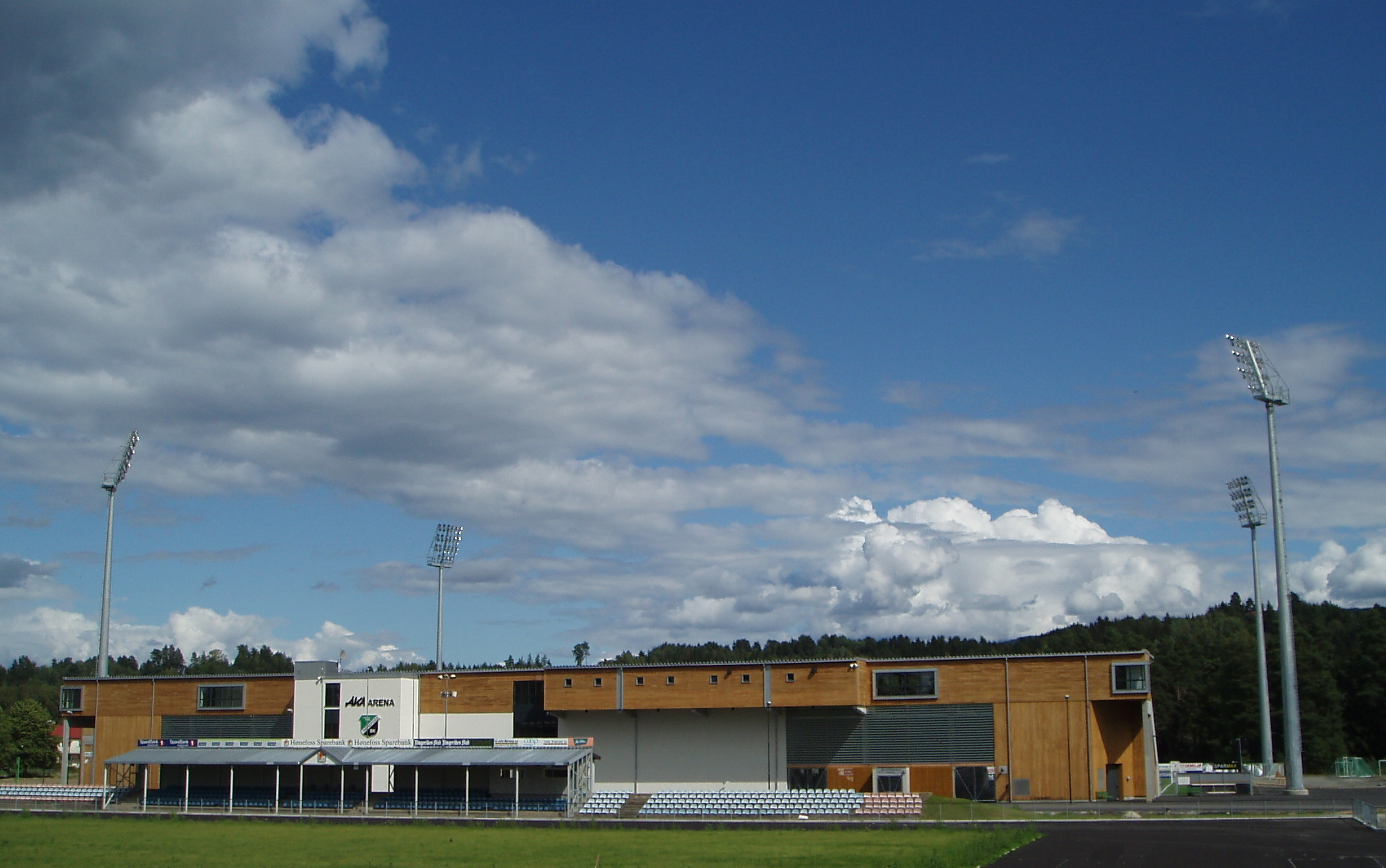
AKA Arena

Łukasz Jarosiński (od 17 grudnia 2013)